# Салда (приток Туры)
Салда́ — река в Свердловской области России, правый приток Туры. Длина реки — 182 км, площадь водосборного бассейна — 3670 км². Её не следует путать с другой рекой Салдой, притоком Тагила.

## Течение
Исток Салды расположен на восточном склоне горы Благодать, на высоте примерно 250 м над уровнем моря, к востоку от города Кушвы. Далее река огибает Красноуральск, протекая по с юго-восточной окраине города, близ посёлка Октябрьского. Затем река течёт преимущественно в северо-восточном направлении по землям Свердловской области. Местность, по которой протекает Салда, слабо заселённая, с малым количеством лесов и частично болотистая. В среднем течении река расположена примерно в 50-метровой долине относительно окружающей равнины. В низовьях Салды находятся несколько деревень и сёл. Салда впадает в реку Туру вблизи села Усть-Салда, примерно в 30 км восточнее города Верхотурья (высота устья — 81 м). Вблизи устья Салда имеет ширину 50 м, глубину 1 м и скорость течения 0,5 м/с.

## Населённые пункты
По берегам реки Салды расположены следующие населённые пункты (от истока к устью):
- город Кушва (восточная окраина),
- посёлок Никольский,
- город Красноуральск (мкр Октябрьский),
- деревня Верхняя Постникова,
- деревня Злыгостева,
- деревня Боровая,
- село Прокопьевская Салда,
- село Усть-Салда.

## Гидрология
Салда замерзает в октябре — начале ноября; вскрывается в конце апреля — мае. Среднегодовой расход воды в 36 км выше устья составляет 11,5 м³/с.

### Притоки
- 1,1 км: Юконка
- 26 км: Жернаковка
- 32 км: Шумковка
- 47 км: Пия
- 54 км: Юрья
- 93 км: Выя
- 116 км: Выя
- 127 км: Айва
- 142 км: Нива
- 149 км: Кушайка

## Промышленность и инфраструктура
Салда на всём протяжении не судоходна. В верховьях реки близ Кушвы и Красноуральска было устроено несколько небольших плотин для нужд горной промышленности (добыча железа, меди и других полезных ископаемых).
Инфраструктура на всём протяжении реки, за исключением районов истока и устья, развита слабо из-за низкой заселённости. Вблизи устья реку пересекает автомобильный мост.